# Кири
Кири (чечен. Кири) — село в Шаройском районе Чеченской Республики. Административный центр Киринского сельского поселения.

## География
Село расположено на правом берегу реки Кенхи, чуть выше её впадения в Шароаргун, в 7 км к северо-востоку от районного центра Химой.
Ближайшие населённые пункты: на юго-востоке — сёла Бути и Кенхи, на юго-западе — село Химой, на северо-востоке — село Буни.

## Этимология
На чеченском языке Кхирие лам означает — "скала ". Кирой — один из чеченских тайпов (кланов). Родоначальным селом является село Кири.

## История
В 1944 году, после депортации чеченцев и ликвидации Чечено-Ингушской АССР, селение Кири было переименовано в Кироваул и заселён выходцами из соседнего Дагестана. После восстановления Чечено-Ингушской АССР в 1957 году, населённому пункту было возвращено его прежнее название Кири, а выходцы из Дагестана переселены обратно.

## Население
| 1990 | 2002 | 2010 | 2012 | 2013 | 2014 | 2015 |
| ---- | ---- | ---- | ---- | ---- | ---- | ---- |
| 225  | ↘120 | ↗200 | ↗208 | ↘202 | ↘197 | ↗206 |
| 2016 | 2017 | 2018 | 2019 | 2020 | 2021 | 2023 |
| ↗210 | ↗235 | ↗237 | ↘234 | ↗238 | ↘174 | ↗175 |
| 2024 |      |      |      |      |      |      |
| ↘173 |      |      |      |      |      |      |